# Устер
 Тази статия е за града в Швейцария.  За окръга вижте Устер (окръг).  
Устер (на немски: Uster, на местния цюрихски диалект Ущър) е курортен град в Северна Швейцария, кантон Цюрих. Главен административен център на окръг Устер. Разположен е на североизточния бряг на езерото Грайфензе на около 25 km на изток от Цюрих. Първите сведения за града като населено място датират от 741 г. Има жп гара. Населението му е 31406 души по данни от преброяването през 2008 г.